# 조선의 유교
다음은 조선의 유교, 특히 성리학에 대한 내용이다.

## 배경
조선왕조 5백년은 불교배척과 유교보호의 정책으로 일관하였다. 이것은 고려조(朝)의 숭불정책(崇佛政策)으로 말미암은 패망의 한 원인을 시정 개혁하여 인심을 일신함으로써 신왕조의 지도이념을 확립하기 위한 것이기 때문이다. 유학은 멀리 삼국시대부터 수입되어 관학(官學)으로서 정치·문학·예교(禮敎), 즉 규범학 등의 방면의 주축을 담당했다. 그러던 것이 고려말 백이정이 원으로부터 주자학(朱子學)을 도입하여 보급함에 이르러 차차 연구되었다. 그러나, 성리학이 전래된 1300년경에서 조선이 건국된 1392년 사이에 수입된 성리학 서적은 사서집주, 근사록, 주자가례 등 몇 종에 지나지 않았고 그 이해의 수준도 낮았다. 조선시대에 접어들자 정도전(鄭道傳)·권근(權近) 등이 배불숭유(排佛崇儒)에 힘썼으나 유학은 처음에는 역시 정치·경제·법률·문장 등의 이념에 머물렀다. 그 후 수차에 걸친 사화(士禍)로 인해 이제 유학은 치인지학(治人之學)인 회향적 태도로부터 내향적 태도로 바뀌어 수기지학(修己之學)으로 되었다. 여기서 이기(理氣)심성(心性)의 학으로서의 주자학, 즉 성리학(性理學)이 깊이 연구되어 중국 송대(宋代)의 성리학을 오히려 능가하게 되었다.

## 조선 초기
조선왕조의 건국은 사회혁명을 가져왔고 이에 수반하여 문명개혁이 나타났다. 우선 불교를 대신하여 유교, 특히 성리학(性理學)이 지배적인 지위를 차지하게 되었다. 불교에 대한 비판운동은 고려 말기부터 일어났지만 개국 후에 이르러서야 불교교리의 핵심이 되는 인과설(因果說), 윤회설(輪廻說), 화복설(禍福說) 등을 조목조목 비판하여 불교가 허학(虛學)이고 성리학이 실학(實學)이라는 것을 논술한 정도전의 《불씨잡변》(1398년)이 저술되었다. 정도전의 불교 비판은 유가의 입장에서 전개된 것이어서, 이로써 불교의 철학체계가 무너진 것은 아니었다. 하지만, 불교의 사회 경제적 폐단이 너무 커서 불교도들은 이에 대항할 힘을 잃고, 정치 일선에 서 있던 승려들이 순수한 종교생활로 되돌아가는 계기가 되었다. 이제 정치는 유학자들이 떠맡게 된 문화혁명이 이루어진 것이다.
정도전의 뒤를 이어 권근(權近)이 성리학을 더욱 발전시켜 《입학도설(入學圖說)》, 《오경천견록(五經淺見錄)》, 《사서오경구결(四書五經口訣)》 등을 저술하면서 더욱 확고한 이론적 기반을 마련하였다. 세종 전후 시기에는 김말(金末)·김반(金泮)·김구(金鉤) 등 이른바 ‘경학삼김(經學三金)’이라 불리는 저명한 성리학자들이 나와 성균관 중심의 국가성리학을 꽃피게 하였다. 세종이 즉위한 해에 경녕군 이비는 중국의 영락황제가 하사한 성리대전, 사서대전, 오경대전을 받아서 돌아왔고, 인쇄되어 전국에 배포되었고, 과거시험의 교재로 널리 사용되었다.
또한 각급 교육기관에서 성리학을 가르치고, 과거시험 과목에서도 큰 비중을 차지하여 성리학은 더욱 급속도로 퍼져 갔다. 조선 초기 성리학의 기본경전은 사서(四書)와 오경(五經)이었으며, 이밖에 일상생활에서의 도덕적 윤리규범을 서술한 《소학(小學)》이 널리 읽혔다. 성리학은 우주자연과 인간사회의 문제를 형이상과 형이하로 나누어 포괄적으로 설명하는 사상체계이다. 그것은 형이하 세계의 다양성과 개개사물의 주체성을 인정하면서 동시에 공동체적 협조관계를 강조한다.
성리학은 또한 극단적인 관념론이나 유물론을 배격하고 중도적이고 합리적인 객관적 관념론을 발전시켰다는 점에서 그 의미가 크다. 그런데 조선 초기 국가 학문으로 발전한 성리학은 위에 열거한 여러 측면이 골고루 피어났다기보다는 주로 정치 질서의 변혁과 관련되는 경세적(經世的)인 측면이 특징적으로 강조되었다. 백성을 존중하는 민본사상(民本思想)의 발전은 그 핵심이다. 조선왕조의 개창 과정에 도덕적으로 용납될 수 없는 무리한 일들이 많이 일어났어도 이것이 성리학의 가치관에서 정당화될 수 있었던 것은 백성을 위한 혁명이 가능하다는 이론 때문이었다.
한편 성리학이 지배적 위치를 차지하였다고 해서, 전부터 있던 한당유학의 가치관이 전부 사라진 것은 아니었다. 당 태종의 정치를 기술한 《정관정요(貞觀政要)》가 여전히 왕에게 읽혀졌다는 것은 그러한 분위기와 관련이 있다. 조선 초기에 여러 기술학이 존중된 것도 공리(功利)와 실용을 중시하는 정치문화와 관련된 것이었다. 성리학 하나만으로는 이 시대의 역사적 과제를 다 해결할 수 없었다는 데 이유가 있었다.
그러나 성리학을 한층 순수한 형태로 받아들이려는 인사도 없지는 않았다. 정몽주의 학풍과 그의 기절(氣節)을 숭상하는 이른바 사림(士林)학자들이 그들이다. 그들은 공리나 실용보다는 의리(義理)를 숭상하고, 자율성이 존중되는 향촌 질서와 가족 질서의 수립에 관심을 크게 두었다. 이들은 고려 말부터 《주자가례》를 도입하여 집에 가묘(家廟)를 세우고 조상의 위패를 모시고 제사를 지냈다. 이러한 학풍은 특히 정몽주나 길재(吉再)와 같은 절신(節臣)의 연고지인 영남지방에 현저했는데, 선산(善山)의 김숙자·김종직 부자가 많은 문인들을 길러내면서 15세기 말에는 뚜렷한 붕당을 형성하기에 이르렀다. 15세기의 관학파 성리학이 초창기의 국가건설에 긍정적 기능을 수행하였다면, 재야의 사림파 성리학은 개인의 도덕수양, 향촌사회 안정에 기여했다고 할 수 있다.

## 조선 중기
새 왕조의 제도개혁과 관련하여 치인(治人)에 초점을 맞추어 수용되었던 성리학은 15세기 말에서 16세기 초에 걸쳐 훈척과 왕의 비리를 경험하면서 도덕적 자기완성을 목표로 하는 수기(修己)의 방향으로 이해가 바뀌어 갔다. 삼강오륜의 수신교과서인 《소학(小學)》이 정여창(鄭汝昌)·김굉필(金宏弼) 등 초기 사림에게 크게 주목되고, 기묘사림이 이를 전국적으로 퍼뜨린 것은 바로 그러한 추세를 말해준다. 《소학》과 더불어, 왕의 수신 교과서로 편찬된 것이 이황(李滉)의 《성학십도(聖學十圖)》(1568)와 이이(李珥)의 《성학집요(聖學輯要)》(1575)이며, 아동용으로 만들어진 것이 박세무(朴世茂)의 《동몽선습(童蒙先習)》과 이이(李珥)의 《격몽요결(擊蒙要訣)》이다. 특히 《성학집요》는 수신(修身)·제가(齊家)·(爲政)에 걸쳐 왕이 지켜야 할 왕도정치의 규범을 체계화한 것으로 성리학적 정치사상을 가장 높은 수준으로 끌어올린 명저다.
주자대전은 성종 7년 정효상과 박양신이 중국에 다녀오면서 명대에 새로 간행한 주자의 문집 주자대전을 구해가져왔으나 홍문관에 소장되고 민간에는 전해지지 않았다.  성리학의 발달은 사림의 사회적 지위와 생활이 안정되어 가는 추세와 직접 관련이 있지만, 그와 동시에 1543년(중종 38년)에 《주자대전(朱子大全)》이 국내에서 간행되어 널리 보급된 것이 큰 자극제가 되었다. 성리학을 높은 수준으로 끌어올린 주희의 사상은 그 전에는 《성리대전(性理大全)》을 통해서 부분적으로 이해되었으나, 주희의 모든 저술이 소개된 것은 《주자대전》이 간행된 중종 말년 이후부터다.
중종 말년에 주세붕이 백운동서원을 세운 것도 주희의 〈백록동학규〉(白鹿洞學規)를 참고한 것이며, 기묘사림의 한 사람인 권벌(權橃)은 1543년에 이미 《주자대전》을 교정하여 《주자대전고의》를 편찬했다. 그 다음 명종 때에는 《주자대전》의 주요 부분을 발췌·편집한 책들이 많이 출간되었는데, 이황이 1556년(명종 11)에 주희의 중요한 서찰을 뽑아 정리한 《주자서절요(朱子書節要)》와, 다음해에 호남의 기대승(奇大升)이 편찬한 《주자문록(朱子文錄)》은 대표적인 것이다. 주자서절요의 서문은 1558년 4월에 쓰였지만, 1561년 성주에서 20권 10책으로 처음 간행되었고, 1572년 정주, 1611년 전주를 비롯해 전국 각지에서 널리 간행되었는데, 이 책은 주자학의 보편적인 입문서가 되었다. 특히 《주자서절요》는 일본에 전해져 일본 주자학 발달에 지대한 영향을 주었다.
주자서절요 이후 주자대전을 읽고 이해하기 위한 서적이 많이 나왔는데, 이덕홍의 주자서절요강록, 조익의 주서요류, 정경세의 주문작해, 이재의 주서강록간보, 박세채의 주자대전습유, 송시열의 주자대전차의, 김창협의 주자대천의문목, 정조의 주서백선 등이 저작되었다.
주자학에 대한 이해가 깊어지면서 학자들이 큰 관심을 가진 문제는 인간 본성에 대한 이해였다. 도덕정치의 출발이 수기(修己)에 있는 만큼 수기의 전제조건으로 인간의 본성을 철학적으로 해명할 필요가 제기된 까닭이다. 중국 성리학들은 이(理)와 기(氣)를 가지고 우주자연과 인간본성을 설명했지만, 인간본성과 직접 관련된 사단(四端)이나 칠정(七情)과 같은 심학(心學)에 대해서는 깊이 있게 탐구하지 않았다. 그런데 이황·기대승·김인후·이항·노수신·이이·성혼 같은 학자들은 이 문제를 가지고 서로 논쟁하는 가운데 인간본성에 대한 인식을 깊이 가질 수 있었다. 이는 동양철학사에서 특기할 만한 일이다.
16세기 중엽부터 활발한 철학논쟁이 일어나는 과정에서 성격이 다른 두 개의 학파가 형성되었다. 이황의 학설을 따르는 영남학파와 이이의 학설을 추종하는 기호학파가 그것이다.
이황은 선배학자인 이언적(李彦迪)의 철학사상을 발전시켜 주리철학(主理哲學)을 성립시켰다. ‘이(理)’는 우주만물의 보편적 원리인 형이상(形而上)을 말하는 것으로, 모든 사물현상인 형이하(形而下)의 ‘기(氣)’는 ‘이’의 발현이며, ‘이’를 떠나서는 아무것도 없다고 하였다. ‘이’를 절대시하는 주리론은 현실보다 원칙을 중요시하는 것으로, 이런 입장에서 인간세계를 볼 때에는 인간의 내면적 수양, 즉 철저한 도덕적 자기완성을 추구하고, 도덕규범인 삼강오륜이나 그에 바탕을 둔 계급질서가 절대적인 명분으로 긍정된다. 이황의 학설은 유성룡(柳成龍)·김성일(金誠一)·정구(鄭逑)·오운(吳澐)·홍여하(洪汝河)·장현광(張顯光) 등 영남학인들과 일부 근경사림 사이에 추종을 얻었는데, 그의 학설은 주의 견해를 심학의 차원으로 발전시킨 것으로, 이황을 ‘동방의 주자’라고도 불렀다.
이황보다 35세 후배인 율곡(栗谷) 이이는 ‘이(理)’의 절대성을 부정하고 물질적이고 경험적인 ‘기(氣)’의 작용에 따라 착해지기도 하고 악해지기도 한다고 주장하였다. 다시 말해 형이하(形而下)의 현실이 형이상(形而上)의 관념세계에 영향을 줄 수 있고, 형이하의 세계를 개혁해야 형이상이 바로 설 수 있다는 제도개혁사상으로 연결되었다. 이이가 《동호문답》을 비롯한 여러 저술과 상소문에 변법경장(變法更張)을 통한 개선책을 주장하고 나선 것은 그의 철학사상과도 관련이 있다.
또한 이이는 주자에 대한 맹신을 거부하고, 한국 왕도정치의 시발을 기자(箕子)로부터 설정하여 주체적인 입장에서 성리학을 토착화시키는 데 크게 공헌하였다. 이이(李珥)의 철학사상은 기호학자들에게 큰 영향을 주었는데, 성혼(成渾)·정엽(鄭曄) 등이 유명하다.
이황의 학설을 추종한 학자들이 초기의 남인(南人)을 형성했으나, 서경덕·조식(曺植)의 문인들로 구성된 북인이 인조반정으로 몰락하면서 남인(南人)에 합류하여, 17세기 이후의 남인학풍은 지방에 따라 다양하게 전개되었다.
한편, 이이의 학풍을 따르는 학인들이 16세기 말에 서인을 구성했으나, 17세기 말에 서인이 노론(老論)·소론(小論)으로 갈라지면서 학풍도 달라지고, 또 18세기에는 노론 안에서도 충청도의 ‘호파’와 서울의 ‘낙파’가 갈려 이른바 ‘호락시비(湖洛是非)’로 불리는 철학논쟁이 일어났다.
16세기 철학사상에서 독창적인 자리를 차지하는 사상가로 개성의 화담(花潭) 서경덕과 경상남도 덕천의 남명(南冥) 조식을 들 수 있다. 바닷가의 상업문화의 영향을 받은 두 사람의 사상은 내륙의 농업문화와 연결된 주자학자들과는 다른 학풍을 보였다.
가난한 농가에서 태어난 중종 때의 학자 서경덕은 일평생 처사로 지내면서 독창적인 유기철학(唯氣哲學)을 수립했다. 그에 따르면, 우주자연은 미세한 입자인 ‘기(氣)’로 구성되어 있으며, 기는 영원 불멸하면서 사물 현상을 낳는다고 보았다. 말하자면 그는 윤리적으로 자연을 보는 것이 아니라 자연과학적으로 이해하고자 하였다. 그의 유기론은 15세기 말의 김시습을 거쳐 내려온 한국 도가(道家)의 학풍을 계승·발전시킨 것으로 임진강 부근의 학인들에게 큰 영향을 미쳤다. 그의 문하에서 박지화·이지함·허엽(許曄) 등이 배출되고, 이이의 주기철학도 그의 영향을 받았다. 그리고 그를 추종하는 학인들이 도맥(道脈)을 형성하여 성리학을 비판하고 나섰다.
지리산 부근의 덕천과 김해 바닷가에서 처사로 지낸 조식은 경(敬)과 의(義)를 근본으로 하는 실천적 학풍을 창도하고 도교에도 기울어져 서경덕과 상통하는 학풍을 이루었다. 이 두 사람의 문인이 이황 문인과 합세하여 동인을 형성했으나, 이황의 학풍보다 더 급진적인 성향을 가져 뒤에는 북인(北人)으로 갈라지게 된다.
전라도 지방에서는 나주의 기대승(奇大升), 장성의 김인후(金麟厚), 태인(정읍)의 이항(李恒)이 성리학자로 이름이 높았고, 특히 기대승은 이황과 8차례의 편지 왕래를 통해 4단과 7정에 관한 논변을 벌여 후세 학자들에게 큰 영향을 주었다.
한편, 16세기 후반에는 서경덕을 비롯한 개성 문화가 서울로 남하하며 서울 부근에서 유교·불교·도교의 삼교일치(三敎一致)를 추구하면서 실용적인 잡술(雜術)에 관심을 갖고 현실을 급진적으로 개조하려는 이단적인 사상가도 적지 않게 나타났다. 이지함·임제(林悌)·정렴(鄭磏)·정작(鄭碏)·정여립 등은 그 중에서 가장 유명한 이들이다.
특히 선조 때의 토정(土亭) 이지함은 서경덕의 문인으로 유학과 더불어 수학·의약·점복·천문·지리 등 잡학에도 조예가 깊어 이이가 ‘기화이초(奇花異草)’라고 불렀다. 그는 탁행으로 천거되어 포천과 아산 현감도 지냈으나 서울 마포에 움막(土亭)을 짓고 살면서 직접 장사에도 종사하여 재리(財利)의 중요성을 일깨워 주었다.

## 조선 후기
조선시대 유학은 배타적이어서 중국에서 성행하던 유학의 분파인 양명학(陽明學)은 조선에서는 이단시되었을 뿐만 아니라, 같은 주자학파라도 주자와 경주(經註)에 반대하여 심한 비난을 받았으며, 학설의 다름은 당쟁(黨爭)을 유발시켜 정치·사회 면에도 깊이 영향을 미쳤다. 그러다가 후기에 이르러서야 청나라의 고증학(考證學)과 서양 문물 등에 대한 지식을 얻어 공헌할 수 있는 학문인 실학(實學)이 일어났는데, 유형원(柳馨遠)·이익(李瀷)·정약용(丁若鏞) 등, 이 방면에 뛰어난 학자들이 나와 새로운 학풍을 보여주기도 하였다. 그러나 이들도 주자학의 테두리에서 완전히 벗어나지 못했음은 물론이다.
한편 한말(韓末)의 최익현(崔益鉉) 같은 유학자들은 주자학의 명분론(名分論) 등을 내세워 항일운동을 실천에 옮긴 일도 있었다. 유학을 국교(國敎)처럼 숭상하던 조선에서는 유학사상을 사회에 널리 보급하기에도 힘썼다. 고려 말기에 주자학과 같이 전래된 주자의 가례(家禮)·가묘(家廟) 등의 보급이 양반층은 물론 일반 백성들에게도 유교적인 윤리 관념을 일반화시키는 데에 크게 작용하였다. 또 그 윤리 도덕을 구체적으로 백성들에게 가르치기 위해 효자·충신·열녀 등의 사적(事蹟)을 편찬했으며, 지방관들도 그 교화에 힘썼다. 이렇게 하여 유학이 조선사회에 끼친 공적도 있었으나, 한편으로는 가족 제도와 계급사상을 엄격히 하였으며 형식적인 예절과 사대주의 사상을 낳게 하고, 상공업·예술 등을 천시케 하는 등 폐단이 많았다.

## 같이 보기
- 조선의 문화
- 조선의 학문
- 조선의 유학자